# Hipismo nos Jogos Olímpicos de Verão de 2024 - CCE por equipes
A competição do CCE por equipes do hipismo nos Jogos Olímpicos de Verão de 2024 foi realizada entre 27 e 29 de julho de 2024 no Palácio de Versalhes, em Paris. Como todos os outros eventos equestres, a competição do concurso completo de equitação é aberta para ginetes de ambos os gêneros, totalizando 48 participantes de 16 Comitês Olímpicos Nacionais (CON).

## Qualificação
Cada CON poderia inscrever até uma equipe de três ginetes no CCE por equipes. As vagas foram alocadas ao CON, que selecionou os competidores. Havia 16 vagas para equipes disponíveis, distribuídas da seguinte forma:
- Nação anfitriã: a França teve uma equipe garantida;
- Campeonato Mundial: as sete melhores equipes no Campeonato Mundial de CCE da FEI de 2022;
- Campeonato Europeu: as duas melhores equipes do Campeonato Europeu de 2023, nos grupos geográficos A e B (noroeste e sudoeste da Europa);
- Evento do Grupo C: a melhor equipe do evento de qualificação do grupo C (Europa Central, Europa Oriental e Ásia Central);
- Jogos Pan-Americanos: as duas melhores equipes dos Jogos Pan-Americanos de 2023, com os grupos D e E cobrindo as Américas do Norte, Central e do Sul;
- Evento dos Grupos F/G: as duas melhores equipes do evento de qualificação dos grupos F (África, Oriente Médio) e G (Sudeste Asiático, Oceania);
- Copa das Nações: a melhor equipe da Eventing Nations Cup de 2023, ainda não classificada.

## Formato
Na competição de CCE todos os ginetes inscritos competem em três rodadas (adestramento, cross-country e saltos). As pontuações de todos os três competidores de cada equipe são somadas para dar a pontuação da equipe. Caso algum ginete da equipe precise ser substituído durante a competição, um conjunto reserva pode assumir o lugar, mas é acrescido uma penalidade de 20 pontos:
- Teste de adestramento: uma competição reduzida de adestramento, com penalidades baseadas na pontuação da modalidade.
- Prova de cross-country: uma corrida em um percurso de cross-country de 4,5 quilômetros. O tempo concedido é de 8 minutos (570 metros por minuto), com penalidade aplicada se exceder o limite. Há um máximo de 38 obstáculos, com penalidade avaliada por faltas.
- Teste de salto: um percurso de salto com 600 metros, com 11 ou 12 obstáculos (incluindo saltos duplos e triplos, com um máximo de 16 saltos no total). A altura máxima dos obstáculos é de 1,25 metros. A velocidade exigida é de 375 metros/minuto (tempo limite de 1:36) As penalidades são aplicadas por ultrapassagem do limite de tempo e por faltas nos obstáculos.

## Calendário
Horário local (UTC+2)
| Data                | Hora  | Fase          |
| ------------------- | ----- | ------------- |
| 27 de julho de 2024 | 9:30  | Adestramento  |
| 28 de julho de 2024 | 10:30 | Cross-country |
| 29 de julho de 2024 | 11:00 | Saltos        |

## Medalhistas
|  | GBR Grã-Bretanha                                                                            |  | FRA França |  | JPN Japão |
|  | Laura Collett com London 52 Tom McEwen com JL Dublin Rosalind Canter com Lordships Graffalo |  | Nicolas Touzaint com Diabolo Menthe Karim Laghouag com Triton Fontaine Stéphane Landois com Chaman Dumontceau |  | Toshiyuki Tanaka com Jefferson Kazuma Tomoto com Vinci De La Vigne Yoshiaki Oiwa com MGH Grafton Street Ryuzo Kitajima com Cekatinka |

## Resultados

### Classificação após o adestramento
Disputado em 27 de julho de 2024.
| Pos. | CON                | Ginetes                  | Cavalos                   | Adestramento | Adestramento |
| Pos. | CON                | Ginetes                  | Cavalos                   | Penalidades  | Total equipe |
| ---- | ------------------ | ------------------------ | ------------------------- | ------------ | ------------ |
| 1    | GBR Grã-Bretanha   | Rosalind Canter          | Lordships Graffalo        | 23.4         | 66.7         |
| 1    | GBR Grã-Bretanha   | Tom McEwen               | JL Dublin                 | 25.8         | 66.7         |
| 1    | GBR Grã-Bretanha   | Laura Collett            | London 52                 | 17.5         | 66.7         |
| 2    | GER Alemanha       | Christoph Wahler         | Carjatan S                | 29.4         | 74.1         |
| 2    | GER Alemanha       | Julia Krajewski          | Nickel 21                 | 26.9         | 74.1         |
| 2    | GER Alemanha       | Michael Jung             | Chipmunk FRH              | 17.8         | 74.1         |
| 3    | FRA França         | Nicolas Touzaint         | Diabolo Menthe            | 27.2         | 81.2         |
| 3    | FRA França         | Karim Laghouag           | Triton Fontaine           | 29.6         | 81.2         |
| 3    | FRA França         | Stéphane Landois         | Chaman Dumontceau         | 24.4         | 81.2         |
| 4    | NZL Nova Zelândia  | Jonelle Price            | Hiarado                   | 30.8         | 83           |
| 4    | NZL Nova Zelândia  | Clarke Johnstone         | Menlo Park                | 25.7         | 83           |
| 4    | NZL Nova Zelândia  | Tim Price                | Falco                     | 26.5         | 83           |
| 5    | JPN Japão          | Kazuma Tomoto            | Vince De La Vigne         | 27.4         | 87.4         |
| 5    | JPN Japão          | Yoshiaki Oiwa            | MGH Grafton Street        | 25.5         | 87.4         |
| 5    | JPN Japão          | Ryuzo Kitajima           | Cekatinka                 | 34.5         | 87.4         |
| 6    | USA Estados Unidos | Caroline Pamukcu         | HSH Blake                 | 30.4         | 88.9         |
| 6    | USA Estados Unidos | Liz Halliday-Sharp       | Nutcracker                | 28           | 88.9         |
| 6    | USA Estados Unidos | Boyd Martin              | Fedarman B                | 30.5         | 88.9         |
| 7    | SUI Suíça          | Mélody Johner            | Toubleu De Rueire         | 38.4         | 89.6         |
| 7    | SUI Suíça          | Robin Godel              | Grandeur De Lully CH      | 29.1         | 89.6         |
| 7    | SUI Suíça          | Felix Vogg               | Dao De L'Ocean            | 22.1         | 89.6         |
| 8    | AUS Austrália      | Shane Rose               | Virgil                    | 34.6         | 91.5         |
| 8    | AUS Austrália      | Chris Burton             | Shadow Man                | 22           | 91.5         |
| 8    | AUS Austrália      | Kevin McNab              | Don Quidam                | 34.9         | 91.5         |
| 9    | NED Países Baixos  | Sanne de Jong            | Enjoy                     | 34.8         | 93.7         |
| 9    | NED Países Baixos  | Raf Kooremans            | Radar Love                | 27           | 93.7         |
| 9    | NED Países Baixos  | Janneke Boonzaaijer      | Champ De Tailleur         | 31.9         | 93.7         |
| 10   | BEL Bélgica        | Tine Magnus              | Dia Van Het Lichterveld Z | 44           | 100.6        |
| 10   | BEL Bélgica        | Karin Donckers           | Leipheimer Van't Verahof  | 26.6         | 100.6        |
| 10   | BEL Bélgica        | Lara de Liedekerke-Meier | Origi                     | 30           | 100.6        |
| 11   | IRL Irlanda        | Susie Berry              | Wellfields Lincoln        | 33           | 102.7        |
| 11   | IRL Irlanda        | Austin O'Connor          | Colorado Blue             | 31.7         | 102.7        |
| 11   | IRL Irlanda        | Sarah Ennis              | Action Lady M             | 38           | 102.7        |
| 12   | BRA Brasil         | Márcio Jorge             | Castle Howard Casanova    | 33.3         | 103.4        |
| 12   | BRA Brasil         | Rafael Losano            | Withington                | 32.4         | 103.4        |
| 12   | BRA Brasil         | Carlos Paro              | Safira                    | 37.7         | 103.4        |
| 13   | SWE Suécia         | Sofia Sjöborg            | Bryjamolga VH Marienshof  | 33.3         | 104.3        |
| 13   | SWE Suécia         | Louise Romeike           | Caspian 15                | 37.7         | 104.3        |
| 13   | SWE Suécia         | Frida Andersén           | Box Leo                   | 33.3         | 104.3        |
| 14   | CAN Canadá         | Jessica Phoenix          | Freedom GS                | 35.4         | 106.4        |
| 14   | CAN Canadá         | Mike Winter              | El Mundo                  | 35.2         | 106.4        |
| 14   | CAN Canadá         | Karl Slezak              | Hot Bobo                  | 35.8         | 106.4        |
| 15   | POL Polônia        | Robert Powała            | Tosca Del Castegno        | 34.7         | 109.9        |
| 15   | POL Polônia        | Małgorzata Korycka       | Canvalencia               | 39.4         | 109.9        |
| 15   | POL Polônia        | Jan Kamiński             | Jard                      | 35.8         | 109.9        |
| 16   | ITA Itália         | Giovanni Ugolotti        | Swirly Temptress          | 25.7         | 152.3        |
| 16   | ITA Itália         | Evelina Bertoli          | Fidjy Des Melezes         | 26.6         | 152.3        |
| 16   | ITA Itália         | Emiliano Portale         | Future                    | EL (100)     | 152.3        |

### Classificação após o cross-country
Disputado em 28 de julho de 2024.
| Pos. | CON                | Ginetes                    | Cavalos                    | Adestramento | Adestramento | Cross-country | Cross-country | Total |
| Pos. | CON                | Ginetes                    | Cavalos                    | Penalidades  | Total equipe | Penalidades   | Total equipe  | Total |
| ---- | ------------------ | -------------------------- | -------------------------- | ------------ | ------------ | ------------- | ------------- | ----- |
| 1    | GBR Grã-Bretanha   | Rosalind Canter            | Lordships Graffalo         | 23.4         | 66.7         | 15            | 15.8          | 82.5  |
| 1    | GBR Grã-Bretanha   | Tom McEwen                 | JL Dublin                  | 25.8         | 66.7         | 0             | 15.8          | 82.5  |
| 1    | GBR Grã-Bretanha   | Laura Collett              | London 52                  | 17.5         | 66.7         | 0.8           | 15.8          | 82.5  |
| 2    | FRA França         | Nicolas Touzaint           | Diabolo Menthe             | 27.2         | 81.2         | 3.2           | 6             | 87.8  |
| 2    | FRA França         | Karim Laghouag             | Triton Fontaine            | 29.6         | 81.2         | 0             | 6             | 87.8  |
| 2    | FRA França         | Stéphane Landois           | Chaman Dumontceau          | 24.4         | 81.2         | 2.8           | 6             | 87.8  |
| 3    | JPN Japão          | Kazuma Tomoto              | Vinci De La Vigne          | 27.4         | 87.4         | 0             | 6.4           | 93.8  |
| 3    | JPN Japão          | Yoshiaki Oiwa              | MGH Grafton Street         | 25.5         | 87.4         | 0             | 6.4           | 93.8  |
| 3    | JPN Japão          | Ryuzo Kitajima             | Cekatinka                  | 34.5         | 87.4         | 6.4           | 6.4           | 93.8  |
| 4    | SUI Suíça          | Mélody Johner              | Toubleu De Rueire          | 38.4         | 89.6         | 3.2           | 12.8          | 102.4 |
| 4    | SUI Suíça          | Robin Godel                | Grandeur De Lully CH       | 29.1         | 89.6         | 9.6           | 12.8          | 102.4 |
| 4    | SUI Suíça          | Felix Vogg                 | Dao De L'Ocean             | 22.1         | 89.6         | 0             | 12.8          | 102.4 |
| 5    | BEL Bélgica        | Tine Magnus                | Dia Van Het Lichterveld Z  | 44           | 100.6        | 2             | 10.4          | 111.0 |
| 5    | BEL Bélgica        | Karin Donckers             | Leipheimer Van't Verahof   | 26.6         | 100.6        | 7.2           | 10.4          | 111.0 |
| 5    | BEL Bélgica        | Lara de Liedekerke-Meier   | Origi                      | 30           | 100.6        | 1.2           | 10.4          | 111.0 |
| 6    | NZL Nova Zelândia  | Jonelle Price              | Hiarado                    | 30.8         | 83           | 28.4          | 35.2          | 118.2 |
| 6    | NZL Nova Zelândia  | Clarke Johnstone           | Menlo Park                 | 25.7         | 83           | 4.8           | 35.2          | 118.2 |
| 6    | NZL Nova Zelândia  | Tim Price                  | Falco                      | 26.5         | 83           | 2             | 35.2          | 118.2 |
| 7    | SWE Suécia         | Sofia Sjöborg              | Bryjamolga VH Marienshof   | 33.3         | 104.3        | 15            | 15.8          | 120.1 |
| 7    | SWE Suécia         | Louise Romeike             | Caspian 15                 | 37.7         | 104.3        | 0.8           | 15.8          | 120.1 |
| 7    | SWE Suécia         | Frida Andersén             | Box Leo                    | 33.3         | 104.3        | 0             | 15.8          | 120.1 |
| 8    | IRL Irlanda        | Susie Berry                | Wellfields Lincoln         | 33           | 102.7        | 15.2          | 18.4          | 121.1 |
| 8    | IRL Irlanda        | Austin O'Connor            | Colorado Blue              | 31.7         | 102.7        | 0             | 18.4          | 121.1 |
| 8    | IRL Irlanda        | Sarah Ennis                | Action Lady M              | 38           | 102.7        | 3.2           | 18.4          | 121.1 |
| 9    | USA Estados Unidos | Caroline Pamukcu           | HSH Blake                  | 30.4         | 88.9         | 32            | 39.6          | 128.5 |
| 9    | USA Estados Unidos | Liz Halliday-Sharp         | Nutcracker                 | 28           | 88.9         | 6             | 39.6          | 128.5 |
| 9    | USA Estados Unidos | Boyd Martin                | Fedarman B                 | 30.5         | 88.9         | 1.6           | 39.6          | 128.5 |
| 10   | NED Países Baixos  | Sanne de Jong              | Enjoy                      | 34.8         | 93.7         | 48.2          | 53.8          | 147.5 |
| 10   | NED Países Baixos  | Raf Kooremans              | Radar Love                 | 27           | 93.7         | 5.6           | 53.8          | 147.5 |
| 10   | NED Países Baixos  | Janneke Boonzaaijer        | Champ De Tailleur          | 31.9         | 93.7         | 0             | 53.8          | 147.5 |
| 11   | CAN Canadá         | Jessica Phoenix            | Freedom GS                 | 35.4         | 106.4        | 32.4          | 51.6          | 158.0 |
| 11   | CAN Canadá         | Mike Winter                | El Mundo                   | 35.2         | 106.4        | 14.4          | 51.6          | 158.0 |
| 11   | CAN Canadá         | Karl Slezak                | Hot Bobo                   | 35.8         | 106.4        | 4.8           | 51.6          | 158.0 |
| 12   | BRA Brasil         | Márcio Jorge               | Castle Howard Casanova     | 33.3         | 103.4        | 42.4          | 74            | 177.4 |
| 12   | BRA Brasil         | Rafael Losano              | Withington                 | 32.4         | 103.4        | 9.2           | 74            | 177.4 |
| 12   | BRA Brasil         | Carlos Paro                | Safira                     | 37.7         | 103.4        | 22.4          | 74            | 177.4 |
| 13   | ITA Itália         | Pietro Sandei              | Rubis De Prere             |              | 152.3        | 14            | 76.8          | 229.1 |
| 13   | ITA Itália         | Giovanni Ugolotti          | Swirly Temptress           | 25.7         | 152.3        | 36.4          | 76.8          | 229.1 |
| 13   | ITA Itália         | Evelina Bertoli            | Fidjy Des Melezes          | 26.6         | 152.3        | 6.4           | 76.8          | 229.1 |
| 13   | ITA Itália         | Emiliano Portale           | Future                     | WD (100)     | 152.3        |               | 76.8          | 229.1 |
| 13   | ITA Itália         | Penalidade de substituição | Penalidade de substituição | 20           | 20           | 20            | 20            | 229.1 |
| 14   | GER Alemanha       | Christoph Wahler           | Carjatan S                 | 29.4         | 74.1         | EL (200)      | 204.8         | 278.9 |
| 14   | GER Alemanha       | Julia Krajewski            | Nickel 21                  | 26.9         | 74.1         | 4.8           | 204.8         | 278.9 |
| 14   | GER Alemanha       | Michael Jung               | Chipmunk FRH               | 17.8         | 74.1         | 0             | 204.8         | 278.9 |
| 15   | AUS Austrália      | Shane Rose                 | Virgil                     | 34.6         | 91.5         | 2.8           | 202.8         | 294.3 |
| 15   | AUS Austrália      | Chris Burton               | Shadow Man                 | 22           | 91.5         | 0             | 202.8         | 294.3 |
| 15   | AUS Austrália      | Kevin McNab                | Don Quidam                 | 34.9         | 91.5         | RT (200)      | 202.8         | 294.3 |
| 16   | POL Polônia        | Robert Powała              | Tosca Del Castegno         | 34.7         | 109.9        | 60            | 281.2         | 391.1 |
| 16   | POL Polônia        | Małgorzata Korycka         | Canvalencia                | 39.4         | 109.9        | 21.2          | 281.2         | 391.1 |
| 16   | POL Polônia        | Jan Kamiński               | Jard                       | 35.8         | 109.9        | EL (200)      | 281.2         | 391.1 |

### Classificação final após os saltos
Disputado em 29 de julho de 2024 com a definição dos medalhistas.
| Pos.              | CON                | Ginetes                    | Cavalos                    | Adestramento | Adestramento | Cross-country | Cross-country | Saltos      | Saltos       | Total |
| Pos.              | CON                | Ginetes                    | Cavalos                    | Penalidades  | Total equipe | Penalidades   | Total equipe  | Penalidades | Total equipe | Total |
| ----------------- | ------------------ | -------------------------- | -------------------------- | ------------ | ------------ | ------------- | ------------- | ----------- | ------------ | ----- |
| Medalha de ouro   | GBR Grã-Bretanha   | Rosalind Canter            | Lordships Graffalo         | 23.4         | 66.7         | 15            | 15.8          | 4           | 8.8          | 91.3  |
| Medalha de ouro   | GBR Grã-Bretanha   | Tom McEwen                 | JL Dublin                  | 25.8         | 66.7         | 0             | 15.8          | 0           | 8.8          | 91.3  |
| Medalha de ouro   | GBR Grã-Bretanha   | Laura Collett              | London 52                  | 17.5         | 66.7         | 0.8           | 15.8          | 4.8         | 8.8          | 91.3  |
| Medalha de prata  | FRA França         | Nicolas Touzaint           | Diabolo Menthe             | 27.2         | 81.2         | 3.2           | 6             | 8           | 16.4         | 103.6 |
| Medalha de prata  | FRA França         | Karim Laghouag             | Triton Fontaine            | 29.6         | 81.2         | 0             | 6             | 4           | 16.4         | 103.6 |
| Medalha de prata  | FRA França         | Stéphane Landois           | Chaman Dumontceau          | 24.4         | 81.2         | 2.8           | 6             | 4.4         | 16.4         | 103.6 |
| Medalha de bronze | JPN Japão          | Toshiyuki Tanaka           | Jefferson                  |              | 87.4         |               | 6.4           | 1.6         | 2            | 115.8 |
| Medalha de bronze | JPN Japão          | Kazuma Tomoto              | Vinci De La Vigne          | 27.4         | 87.4         | 0             | 6.4           | 0           | 2            | 115.8 |
| Medalha de bronze | JPN Japão          | Yoshiaki Oiwa              | MGH Grafton Street         | 25.5         | 87.4         | 0             | 6.4           | 0.4         | 2            | 115.8 |
| Medalha de bronze | JPN Japão          | Ryuzo Kitajima             | Cekatinka                  | 34.5         | 87.4         | 6.4           | 6.4           |             | 2            | 115.8 |
| Medalha de bronze | JPN Japão          | Penalidade de substituição | Penalidade de substituição | 20           | 20           | 20            | 20            | 20          | 20           | 115.8 |
| 4                 | BEL Bélgica        | Tine Magnus                | Dia Van Het Lichterveld Z  | 44           | 100.6        | 2             | 10.4          | 4           | 12.4         | 123.4 |
| 4                 | BEL Bélgica        | Karin Donckers             | Leipheimer Van't Verahof   | 26.6         | 100.6        | 7.2           | 10.4          | 4           | 12.4         | 123.4 |
| 4                 | BEL Bélgica        | Lara de Liedekerke-Meier   | Origi                      | 30           | 100.6        | 1.2           | 10.4          | 4.4         | 12.4         | 123.4 |
| 5                 | SUI Suíça          | Mélody Johner              | Toubleu De Rueire          | 38.4         | 89.6         | 3.2           | 12.8          | 8.8         | 26           | 128.4 |
| 5                 | SUI Suíça          | Robin Godel                | Grandeur De Lully CH       | 29.1         | 89.6         | 9.6           | 12.8          | 13.2        | 26           | 128.4 |
| 5                 | SUI Suíça          | Felix Vogg                 | Dao De L'Ocean             | 22.1         | 89.6         | 0             | 12.8          | 4           | 26           | 128.4 |
| 6                 | SWE Suécia         | Sofia Sjoberg              | Bryjamolga VH Marienshof   | 33.3         | 104.3        | 15            | 15.8          | 4.8         | 10.4         | 130.5 |
| 6                 | SWE Suécia         | Louise Romeike             | Caspian 15                 | 37.7         | 104.3        | 0.8           | 15.8          | 5.6         | 10.4         | 130.5 |
| 6                 | SWE Suécia         | Frida Andersén             | Box Leo                    | 33.3         | 104.3        | 0             | 15.8          | 0           | 10.4         | 130.5 |
| 7                 | USA Estados Unidos | Caroline Pamukcu           | HSH Blake                  | 30.4         | 88.9         | 32            | 39.6          | 4.4         | 5.2          | 133.7 |
| 7                 | USA Estados Unidos | Elisabeth Halliday         | Nutcracker                 | 28           | 88.9         | 6             | 39.6          | 0.8         | 5.2          | 133.7 |
| 7                 | USA Estados Unidos | Boyd Martin                | Fedarman B                 | 30.5         | 88.9         | 1.6           | 39.6          | 0           | 5.2          | 133.7 |
| 8                 | NZL Nova Zelândia  | Jonelle Price              | Hiarado                    | 30.8         | 83           | 28.4          | 35.2          | 12          | 16.4         | 134.6 |
| 8                 | NZL Nova Zelândia  | Clarke Johnstone           | Menlo Park                 | 25.7         | 83           | 4.8           | 35.2          | 4.4         | 16.4         | 134.6 |
| 8                 | NZL Nova Zelândia  | Tim Price                  | Falco                      | 26.5         | 83           | 2             | 35.2          | 0           | 16.4         | 134.6 |
| 9                 | IRL Irlanda        | Aoife Clark                | Freelance                  |              | 102.7        |               | 18.4          | 4           | 16           | 157.1 |
| 9                 | IRL Irlanda        | Susie Berry                | Wellfields Lincoln         | 33           | 102.7        | 15.2          | 18.4          | 4           | 16           | 157.1 |
| 9                 | IRL Irlanda        | Austin O'Connor            | Colorado Blue              | 31.7         | 102.7        | 0             | 18.4          | 8           | 16           | 157.1 |
| 9                 | IRL Irlanda        | Sarah Ennis                | Action Lady M              | 38           | 102.7        | 3.2           | 18.4          |             | 16           | 157.1 |
| 9                 | IRL Irlanda        | Penalidade de substituição | Penalidade de substituição | 20           | 20           | 20            | 20            | 20          | 20           | 157.1 |
| 10                | NED Países Baixos  | Sanne de Jong              | Enjoy                      | 34.8         | 93.7         | 48.2          | 53.8          | 5.2         | 18           | 165.5 |
| 10                | NED Países Baixos  | Raf Kooremans              | Radar Love                 | 27           | 93.7         | 5.6           | 53.8          | 12.8        | 18           | 165.5 |
| 10                | NED Países Baixos  | Janneke Boonzaaijer        | Champ De Tailleur          | 31.9         | 93.7         | 0             | 53.8          | 0           | 18           | 165.5 |
| 11                | CAN Canadá         | Jessica Phoenix            | Freedom GS                 | 35.4         | 106.4        | 32.4          | 51.6          | 0           | 16           | 174.0 |
| 11                | CAN Canadá         | Mike Winter                | El Mundo                   | 35.2         | 106.4        | 14.4          | 51.6          | 4           | 16           | 174.0 |
| 11                | CAN Canadá         | Karl Slezak                | Hot Bobo                   | 35.8         | 106.4        | 4.8           | 51.6          | 12          | 16           | 174.0 |
| 12                | BRA Brasil         | Ruy Fonseca                | Ballypatrick SRS           |              | 103.4        |               | 74            | 8           | 17.2         | 214.6 |
| 12                | BRA Brasil         | Marcio Carvalho Jorge      | Castle Howard Casanova     | 33.3         | 103.4        | 42.4          | 74            | 4           | 17.2         | 214.6 |
| 12                | BRA Brasil         | Rafael Losano              | Withington                 | 32.4         | 103.4        | 9.2           | 74            | 5.2         | 17.2         | 214.6 |
| 12                | BRA Brasil         | Carlos Paro                | Safira                     | 37.7         | 103.4        | 22.4          | 74            |             | 17.2         | 214.6 |
| 12                | BRA Brasil         | Penalidade de substituição | Penalidade de substituição | 20           | 20           | 20            | 20            | 20          | 20           | 214.6 |
| 13                | ITA Itália         | Pietro Sandei              | Rubis De Prere             |              | 152.3        | 14            | 76.8          | 8.4         | 35.6         | 264.7 |
| 13                | ITA Itália         | Giovanni Ugolotti          | Swirly Temptress           | 25.7         | 152.3        | 36.4          | 76.8          | 22          | 35.6         | 264.7 |
| 13                | ITA Itália         | Evelina Bertoli            | Fidjy Des Melezes          | 26.6         | 152.3        | 6.4           | 76.8          | 5.2         | 35.6         | 264.7 |
| 13                | ITA Itália         | Emiliano Portale           | Future                     | 100          | 152.3        |               | 76.8          |             | 35.6         | 264.7 |
| 13                | ITA Itália         | Penalidade de substituição | Penalidade de substituição | 20           | 20           | 20            | 20            | 20          | 20           | 264.7 |
| 14                | GER Alemanha       | Christoph Wahler           | Carjatan S                 | 29.4         | 74.1         | EL (200)      | 204.8         | 0           | 4.4          | 283.3 |
| 14                | GER Alemanha       | Julia Krajewski            | Nickel 21                  | 26.9         | 74.1         | 4.8           | 204.8         | 0.4         | 4.4          | 283.3 |
| 14                | GER Alemanha       | Michael Jung               | Chipmunk FRH               | 17.8         | 74.1         | 0             | 204.8         | 4           | 4.4          | 283.3 |
| 15                | AUS Austrália      | Shenae Lowings             | Bold Venture               |              | 91.5         |               | 202.8         | 9.2         | 14           | 328.3 |
| 15                | AUS Austrália      | Shane Rose                 | Virgil                     | 34.6         | 91.5         | 2.8           | 202.8         | 4.4         | 14           | 328.3 |
| 15                | AUS Austrália      | Chris Burton               | Shadow Man                 | 22           | 91.5         | 0             | 202.8         | 0.4         | 14           | 328.3 |
| 15                | AUS Austrália      | Kevin McNab                | Don Quidam                 | 34.9         | 91.5         | RT (200)      | 202.8         |             | 14           | 328.3 |
| 15                | AUS Austrália      | Penalidade de substituição | Penalidade de substituição | 20           | 20           | 20            | 20            | 20          | 20           | 328.3 |
| 16                | POL Polônia        | Wiktoria Knap              | Quintus 134                |              | 109.9        |               | 281.2         | 22.8        | 34.4         | 445.5 |
| 16                | POL Polônia        | Robert Powała              | Tosca Del Castegno         | 34.7         | 109.9        | 60            | 281.2         | 1.6         | 34.4         | 445.5 |
| 16                | POL Polônia        | Małgorzata Korycka         | Canvalencia                | 39.4         | 109.9        | 21.2          | 281.2         | 10          | 34.4         | 445.5 |
| 16                | POL Polônia        | Jan Kamiński               | Jard                       | 35.8         | 109.9        | EL (200)      | 281.2         |             | 34.4         | 445.5 |
| 16                | POL Polônia        | Penalidade de substituição | Penalidade de substituição | 20           | 20           | 20            | 20            | 20          | 20           | 445.5 |